# Résolution 4 du Conseil de sécurité des Nations unies
Membres permanents
- Chine
- États-Unis
- France
- Royaume-Uni
- URSS

Membres non permanents
- Australie
- Brésil
- Égypte
- Mexique
- Pays-Bas
- Pologne

Résolution no 3 Résolution no 5
La résolution 4 est une résolution du Conseil de sécurité de l'ONU qui a été votée le 29 avril 1946 qui décide de procéder à des enquêtes complémentaires dans le but de définir si la situation en Espagne (sous le régime franquiste) conduit à un désaccord entre nations et menace la paix mondiale. Un sous-comité constitué de cinq de ses membres est créé à cet effet.
La résolution a été adoptée par 10 voix, l'URSS s'étant abstenue.

## Texte
- Résolution 4 sur fr.wikisource.org
- Résolution 4 sur en.wikisource.org